# キム・ユンジェ (アイスホッケー)
キム・ユンジェ（2000年12月7日 - ）は、大韓民国のソウル特別市出身のプロアイスホッケー選手（ディフェンス）。
横浜入団当初はキム・ユーンジェイと表記された。

## 経歴
景福高等学校から光云大学に進学した。アンダーカテゴリーの韓国代表にも選出されている。
ユナイテッド・ステイツ・プレミア・アイスホッケーリーグのボストン・ジュニア・バンディッツでのプレーを経て、母国韓国のチームであるデミョン・キラーホエールズでプレー。
2021年11月8日にアジアリーグアイスホッケーの横浜GRITSに入団した。
2022年6月6日に契約期間満了により退団した。6月14日に東北フリーブレイズに入団した。
2023年4月14日に契約満了となり退団した。